# タナー・ロアーク
タナー・B・ロアーク（Tanner B. Roark, 1986年10月5日 - ）は、アメリカ合衆国イリノイ州ウィル郡ウィルミントン出身のプロ野球選手（投手）。右投右打。現在は、フリーエージェント（FA）。愛称はT-Ro。

## 経歴

### プロ入りとレンジャーズ傘下時代
2008年のMLBドラフト25巡目（全体753位）でテキサス・レンジャーズから指名され、6月9日に入団した。

### ナショナルズ時代
2010年7月30日にクリスチャン・グーズマンとのトレードで、ライアン・タトゥスコと共にワシントン・ナショナルズへ移籍した。
2013年8月6日にメジャー初昇格を果たした。8月7日のアトランタ・ブレーブス戦でメジャーデビュー。同点の5回表から2番手で登板し、2回を無失点に抑えた。9月7日のマイアミ・マーリンズ戦から先発に転向。6回を投げ無失点に抑え、先発転向後初勝利を挙げた。この年は14試合に登板し、7勝1敗だった（先発としては3勝）。
2014年は、5番手として先発ローテーションに定着し、31試合に登板して防御率2.85・WHIP1.09 (リーグ8位) ・15勝10敗の成績を残した。
2015年はマックス・シャーザーが加入した事で先発ローテーションが飽和状態となり、先発とリリーフの兼任で投げた。先発では12試合に、リリーフでは28試合に投げて防御率4.38・4勝7敗に終わった。被本塁打は、投球イニングが80.0イニング以上減少したにもかかわらず1本増加した。
2016年はフルシーズン先発ローテーションに復帰し、34試合中33試合に先発登板した。同年は好調を維持し、防御率2.83（ナショナルリーグ6位）、16勝（同5位タイ）10敗、210.0イニング（同4位、自身初の200.0イニング超）、172奪三振の成績を残した。ロサンゼルス・ドジャースとのNLDSでは1試合に先発したが、4.1イニングを7安打3四球2失点だった。サイ・ヤング賞の投票では1ポイントを獲得し、10位にランクインした。
2017年はシーズン開幕前の2月9日に第4回ワールド・ベースボール・クラシック(WBC)のアメリカ合衆国代表に選出された。同大会では1次ラウンドでは1試合にリリーフ登板し、1.1回3失点だったが、決勝ラウンドでは準決勝の日本戦に先発し、4回2安打無失点と好投、勝利に貢献した。3月22日の決勝プエルトリコ戦に勝利し、初優勝を果たした。
シーズンでは6月に6試合で1勝4敗、防御率8.31と不振に陥った。32試合の登板で2年連続二桁勝利となる13勝を挙げたが、防御率4.67、WHIP1.34と前年からは落ちる成績となった。

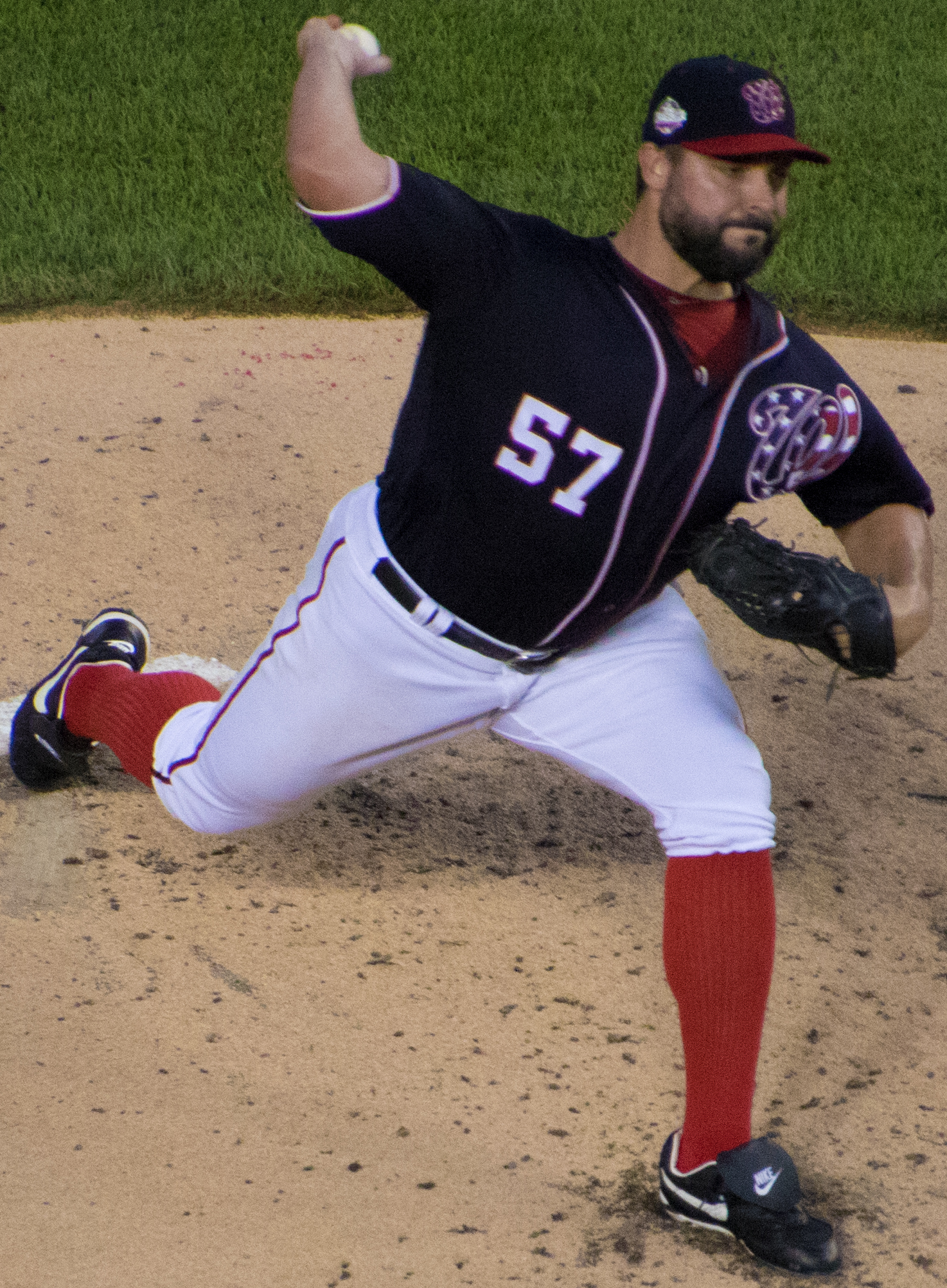
ワシントン・ナショナルズ時代
(2018年8月31日)

2018年は31試合に投げて防御率4.34だったが、5月には5試合で防御率3.18ながら0勝3敗に終わるなど勝ち運にも恵まれず、9勝15敗と二桁勝利を逃しナ・リーグ最多敗戦を記録した。

### レッズ時代
2018年12月12日にタナー・レイニーとのトレードで、シンシナティ・レッズへ移籍した。「タナー」という名前同士のトレードは史上初の珍事であった。
2019年はレッズでは21試合に登板して6勝7敗、防御率4.24だった。

### アスレチックス時代
2019年7月31日にジェイムソン・ハンナとのトレードで、オークランド・アスレチックスへ移籍した。背番号は60。オフの10月31日にフリーエージェント(FA)となった。

### ブルージェイズ時代
2019年12月18日にトロント・ブルージェイズと2年総額2400万ドルの契約を結んだ。
2021年4月30日にテオスカー・ヘルナンデスの復帰に伴ってDFAとなり、5月3日に自由契約となった。

### ブレーブス傘下時代
2021年5月10日にアトランタ・ブレーブスとマイナー契約を結んだ。6月24日にメジャー契約を結んでアクティブ・ロースター入りしたが、登板機会が無いまま27日に傘下のAAA級グウィネット・ストライパーズへ降格した。9月5日にFAとなった。

## 投球スタイル
オーバースローから、最速96.4mph（約155km/h）・平均92mph（約148km/h）の速球（主にツーシーム、稀にフォーシーム）を中心に、平均85mph（約137km/h）のスライダー、平均77mph（約124km/h）のカーブ、平均83mph（約134km/h）のチェンジアップを使用する。打者の手元で動くツーシームを多投して、打者をゴロに打ち取る、グラウンドボールピッチャーである。
2017年から投球の大半を占めていたツーシームが全体の40%未満にまで減少すると、2019年にはフォーシームとスライダーの割合が増加して奪三振率が向上した。以降もカーブ、チェンジアップの割合が増すなどして、ツーシームは減少傾向の一途でグラウンドボーラーではなくなっている。

## 詳細情報

### 年度別投手成績
| 年 度    | 球 団    | 登 板 | 先 発 | 完 投 | 完 封 | 無 四 球 | 勝 利 | 敗 戦 | セ 丨 ブ | ホ 丨 ル ド | 勝 率 | 打 者 | 投 球 回 | 被 安 打 | 被 本 塁 打 | 与 四 球 | 敬 遠 | 与 死 球 | 奪 三 振 | 暴 投 | ボ 丨 ク | 失 点 | 自 責 点 | 防 御 率 | W H I P |
| -------- | -------- | ----- | ----- | ----- | ----- | -------- | ----- | ----- | -------- | ----------- | ----- | ----- | -------- | -------- | ----------- | -------- | ----- | -------- | -------- | ----- | -------- | ----- | -------- | -------- | ------- |
| 2013     | WSH      | 14    | 5     | 0     | 0     | 0        | 7     | 1     | 0        | 1           | .875  | 204   | 53.2     | 38       | 1           | 11       | 0     | 0        | 40       | 0     | 0        | 11    | 9        | 1.51     | 0.91    |
| 2014     | WSH      | 31    | 31    | 1     | 1     | 0        | 15    | 10    | 0        | 0           | .600  | 798   | 198.2    | 178      | 16          | 39       | 1     | 6        | 138      | 0     | 0        | 64    | 63       | 2.85     | 1.09    |
| 2015     | WSH      | 40    | 12    | 0     | 0     | 0        | 4     | 7     | 1        | 5           | .364  | 467   | 111.0    | 119      | 17          | 26       | 3     | 5        | 70       | 0     | 0        | 55    | 54       | 4.38     | 1.31    |
| 2016     | WSH      | 34    | 33    | 0     | 0     | 0        | 16    | 10    | 0        | 1           | .615  | 855   | 210.0    | 173      | 17          | 73       | 4     | 13       | 172      | 6     | 1        | 72    | 66       | 2.83     | 1.17    |
| 2017     | WSH      | 32    | 30    | 0     | 0     | 0        | 13    | 11    | 0        | 0           | .542  | 776   | 181.1    | 178      | 23          | 64       | 5     | 6        | 166      | 3     | 1        | 105   | 94       | 4.67     | 1.34    |
| 2018     | WSH      | 31    | 30    | 0     | 0     | 0        | 9     | 15    | 0        | 0           | .375  | 760   | 180.1    | 181      | 24          | 50       | 3     | 10       | 146      | 5     | 0        | 90    | 87       | 4.34     | 1.28    |
| 2019     | CIN      | 21    | 21    | 0     | 0     | 0        | 6     | 7     | 0        | 0           | .462  | 484   | 110.1    | 119      | 14          | 38       | 1     | 9        | 108      | 0     | 0        | 55    | 52       | 4.24     | 1.42    |
| 2019     | OAK      | 10    | 10    | 0     | 0     | 0        | 4     | 3     | 0        | 0           | .571  | 238   | 55.0     | 61       | 14          | 13       | 0     | 4        | 50       | 3     | 0        | 29    | 28       | 4.58     | 1.35    |
| '19計    | OAK      | 31    | 31    | 0     | 0     | 0        | 10    | 10    | 0        | 0           | .500  | 722   | 165.1    | 180      | 28          | 51       | 1     | 13       | 158      | 3     | 0        | 84    | 80       | 4.35     | 1.40    |
| 2020     | TOR      | 11    | 11    | 0     | 0     | 0        | 2     | 3     | 0        | 0           | .400  | 220   | 47.2     | 60       | 14          | 23       | 0     | 2        | 41       | 2     | 0        | 39    | 36       | 6.80     | 1.74    |
| 2021     | TOR      | 3     | 1     | 0     | 0     | 0        | 0     | 1     | 0        | 0           | .000  | 31    | 7.0      | 7        | 3           | 2        | 0     | 0        | 5        | 0     | 0        | 7     | 5        | 6.43     | 1.29    |
| MLB：9年 | MLB：9年 | 227   | 184   | 1     | 1     | 0        | 76    | 68    | 1        | 7           | .528  | 4833  | 1155.0   | 1114     | 143         | 339      | 17    | 55       | 936      | 19    | 2        | 527   | 494      | 3.85     | 1.26    |

- 2021年度シーズン終了時
- 各年度の太字はリーグ最高

### 年度別守備成績
| 年 度    | 球 団    | 投手（P） | 投手（P） | 投手（P） | 投手（P） | 投手（P） | 投手（P） |
| 年 度    | 球 団    | 試 合     | 刺 殺     | 補 殺     | 失 策     | 併 殺     | 守 備 率  |
| -------- | -------- | --------- | --------- | --------- | --------- | --------- | --------- |
| 2013     | WSH      | 14        | 6         | 7         | 1         | 2         | .929      |
| 2014     | WSH      | 31        | 9         | 25        | 2         | 5         | .944      |
| 2015     | WSH      | 40        | 9         | 15        | 0         | 3         | 1.000     |
| 2016     | WSH      | 34        | 9         | 36        | 1         | 5         | .978      |
| 2017     | WSH      | 32        | 11        | 19        | 1         | 4         | .968      |
| 2018     | WSH      | 31        | 7         | 24        | 0         | 0         | 1.000     |
| 2019     | CIN      | 21        | 10        | 8         | 2         | 1         | .900      |
| 2019     | OAK      | 10        | 1         | 4         | 0         | 0         | 1.000     |
| '19計    | OAK      | 31        | 11        | 12        | 2         | 1         | .920      |
| 2020     | TOR      | 11        | 3         | 2         | 0         | 0         | 1.000     |
| 2021     | TOR      | 3         | 0         | 0         | 0         | 0         |           |
| MLB：9年 | MLB：9年 | 227       | 65        | 140       | 7         | 20        | .967      |

- 2021年度シーズン終了時
- 各年度の太字はリーグ最高

### 背番号
- 59（2013年）
- 57（2014年 - 2018年）
- 35（2019年 - 同年7月30日）
- 60（2019年8月4日 - 同年終了）
- 14（2020年 - 2021年）

### 代表歴
- 2017 ワールド・ベースボール・クラシック・アメリカ合衆国代表